# 火星紀事
《火星紀事》（英語：The Martian Chronicles），又译作《火星编年史》，是美國作家雷·布萊伯利所著的科幻小說，於1950年出版。書中敘述地球人在21世紀派遣火箭前往探索火星，繼而有許多人離開戰亂紛擾的地球移民前往火星，並與火星原住民（火星人）發生衝突的過程。
本書收錄十五篇布萊伯利於1940年代所發表的短篇故事，依照情節年代順序排列，其間夾雜十一則簡短插曲，前後連貫，共同組成壯闊的火星殖民史記。

## 中译书目
- 《火星编年史》，陶雪蕾译，世界科幻大师丛书，四川科学技术出版社.2008年(简体，中国四川)ISBN 978-7-5363-6571-8，中国版本图书馆CIP数据核字（2008）第147968号，图进字21-2008-79号。